# Conescharellina petaliformis
Conescharellina petaliformis is een mosdiertjessoort uit de familie van de Conescharellinidae. De wetenschappelijke naam van de soort is voor het eerst geldig gepubliceerd in 1989 door Lu.